# Archivos generales del estado (Grecia)
Los Archivos generales del estado (en griego: Γενικά Αρχεία του Κράτους) son los archivos nacionales de Grecia. Fueron creados en 1914 por el gobierno de Elefterios Venizelos.
Es un servicio público griego que funciona de conformidad con las disposiciones de la Ley 1946/91  y es un servicio público independiente único que depende directamente del Ministro de Educación, Investigación y Religiones. El Servicio Central tiene su sede en un edificio de nueva construcción en la calle Dafnis en Psychiko, mientras que los servicios regionales también funcionan, uno por capital de prefectura y, si hay un motivo, un servicio de archivo local en una ciudad que no sea la capital de prefectura.
El Servicio Central está encabezado por el director de los Archivos Generales del Estado y está supervisado por el Ephorate de GAK de nueve miembros. El Director participa como relator (sin derecho a voto). El Ephorate da su opinión y toma decisiones sobre las orientaciones científicas generales y determina la política general del servicio. También tiene opinión sobre la creación de nuevos servicios de archivo, para el trabajo científico del personal y al mismo tiempo asesora al Ministro respectivo.

## Vínculo exterior
- Sitio de los Archivos generales del estado de Grecia (solo en Griego y Inglés)

- Datos: Q2860533
- Multimedia: General State Archives (Greece) / Q2860533